# Kerċem
Kerċem (maltesiska: Ta’ Kerċem) är en ort och kommun i Malta. Den ligger på ön Gozo i den nordvästra delen av landet, 30 kilometer nordväst om huvudstaden Valletta. I kommunen finns även orten Santa Luċija och kullen Ta’ Dbieġi.